# Henrietta Ebert
Henrietta Ebert (n. 15 ianuarie 1954, Kirchmöser⁠(d), Republica Democrată Germană, Germania) este o canotoare ce a reprezentat Germania, medaliată olimpică. A participat la o ediție a Jocurilor Olimpice (1976) în care a câștigat o medalie de aur.